# Bauwerksabdichtung

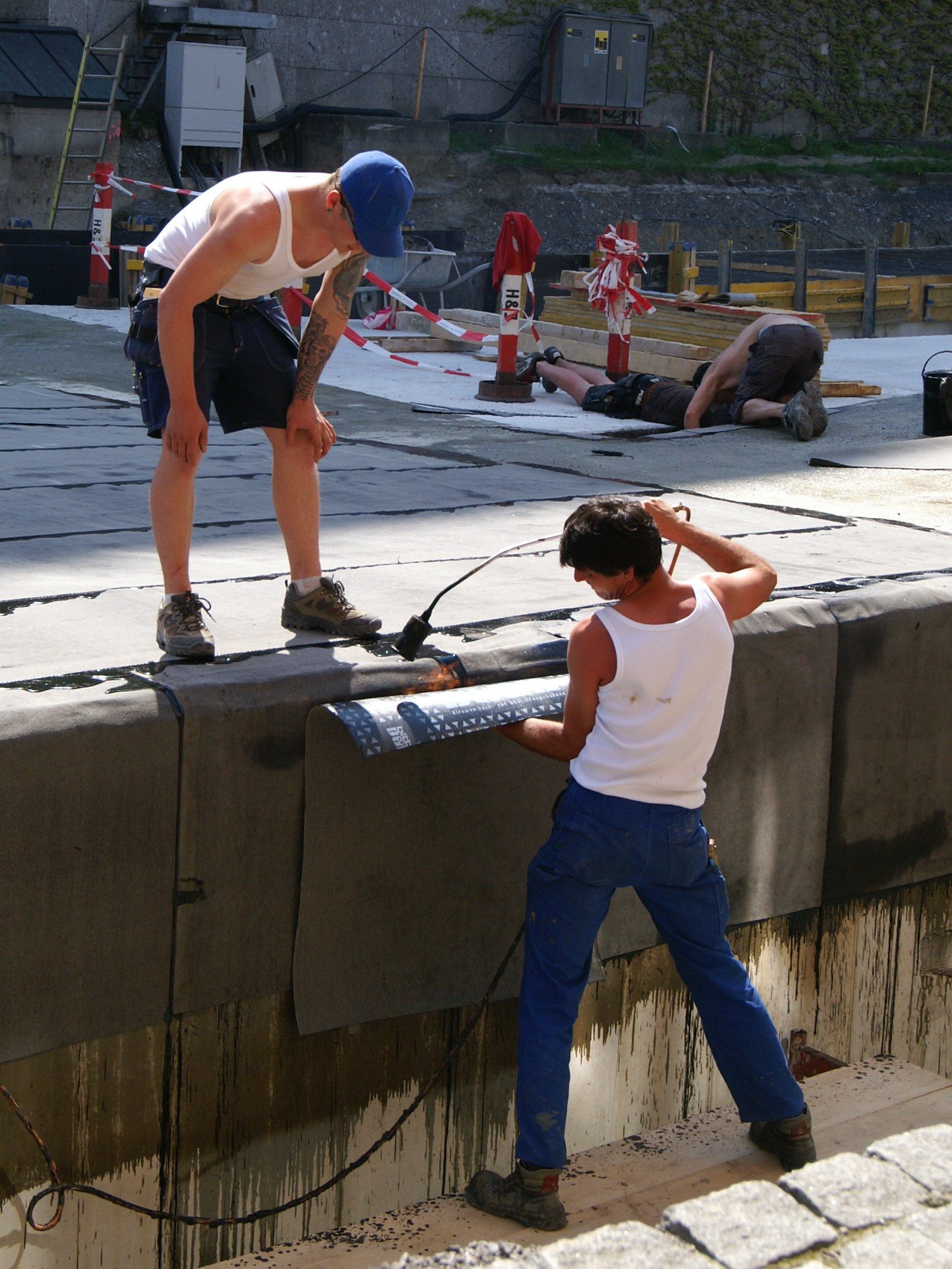
Abdichtungsarbeiten mit Bitumen-Schweißbahnen

Eine Bauwerksabdichtung ist jede Maßnahme, die eine schädigende Wassereinwirkung auf die Bausubstanz und die Nutzung von Gebäuden verhindern soll. Sie geschieht mit Abdichtmitteln und wird von Maurern, Stahlbetonbauern, Dachdeckern, Holz- und Bautenschützern oder Bauwerksabdichtern ausgeführt. Zur Abgrenzung von der Dachabdichtung wird auch der Begriff erdberührte Bauwerksabdichtung verwendet. Umgangssprachlich wird häufig von Isolierung gesprochen, fachlich korrekt ist in Deutschland der Begriff Abdichtung.
Spezielle Verfahren der Bauwerksabdichtung werden zur Mauerwerkstrockenlegung im Rahmen der Altbausanierung angewendet.
Bauwerksabdichtungen spielen eine wichtige Rolle bei Neubau und Sanierung von Kellern und Tiefgeschossen sowie bei Tunnel- und Brückenbauwerken. Einige der für erdberührte Bauteile eingesetzten Abdichtungsprodukte können auch zur Abdichtung von Flachdächern, Terrassen und Balkonen sowie als Innenabdichtungen und in Nassräumen (gewerbliche Sanitärräume und Schwimmbäder) eingesetzt werden.

## Materialien
Je nach Bauteil kommen als Abdichtungmaterial Bekleidungen, Sperrschichten oder Anstriche zur Anwendung. Dabei sind neben den einschlägigen Normen auch Zulassungen und Herstellervorschriften zu beachten.
Unterschieden werden Abdichtungen an der Positivseite von Bauwerken (Wasser drückt die Abdichtung gegen das Bauwerk) von Abdichtungen an der Negativseite (Wasser drückt die Abdichtung vom Bauwerk ab).
Bituminöse Abdichtungen (Bahnen oder Dickbeschichtungen) sind in der Regel nur für Abdichtungen an der Positivseite einsetzbar, da sie auf der Innenseite vom Untergrund abgedrückt würden.
Zementschlämme und Sperrmörtel hingegen verbinden sich ausreichend gut mit mineralischen Baustoffen, um auch auf der Innenseite eingesetzt zu werden.

## Anwendung und Schäden
Planungs- und Ausführungsfehler führen häufig zu Bauschäden, die besonders bei unter dem Erdniveau liegenden Bauwerksabdichtungen hohe Folgekosten verursachen oder zu Nutzungseinschränkungen führen können.
Probleme bereitet erfahrungsgemäß die Abdichtung gegen Bodenfeuchtigkeit/Wasser aus dem Erdreich:
- die horizontale Abdichtung der Bodenplatte gegen aufsteigende Feuchtigkeit/Wasser aus dem Erdreich
- die horizontale Abdichtung der Wände (Querschnittsabdichtung) gegen aufsteigende Feuchtigkeit/Wasser
- die vertikale Wandabdichtung gegen seitlich eindringendes Wasser
  - hierbei insbesondere der Übergangspunkt von der horizontalen Abdichtung des Fundaments zur Wandabdichtung
  - sowie die Sockelausbildung gegen Spritzwasser
- die Durchdringung der Wandabdichtung mit Kabeln und Rohren Siehe auch: Dichte Rohrdurchführungen

Zur Vorbeugung sollte beachtet werden:
- Abdichtmittel sollten sich auch bei schlechter Witterung zuverlässig verarbeiten lassen.
- Außenliegende Abdichtungen lassen sich unter Umständen besser kontrollieren.
- Bei flüssig aufgetragenen Abdichtungen ist die Dokumentation der Schichtdicke sinnvoll.
- Insbesondere wenn bei Altbauten Bruchsteinmauerwerk oder eine Mischung von verschiedenen Materialien zur Herstellung der Kellerwände verwendet wurden, und später eine Be- oder Entlastung einzelner Gebäudeteile erfolgt, muss mit Setzungsrissen gerechnet werden.
- In manchen Regionen steigt aus dem Erdreich Radon auf. Die verwendeten Materialien sollten dann auch gegen das Gas abdichten.

## Abdichtung bei nicht drückendem Wasser

Querschnitt durch eine Weiße Wanne aus WU-Beton. Solange sich der Bereich des kapillaren Wassertransports nicht mit der Austrocknungsschicht überschneidet, findet kein nennenswerter Wassertransport von außen nach innen statt. Der Kernbereich verhindert das Nachfließen von Wasser in den Austrocknungsbereich, von dem aus es in die Innenraumlauft diffundieren würde.

Nichtdrückendes Wasser bezeichnet im Allgemeinen neben der im Erdboden immer vorhandenen, kapillargebundenen Bodenfeuchte (Saugwasser, Haftwasser, Kapillarwasser) auch das durch Kapillarkräfte entgegen der Schwerkraft fortleitbare Wasser das als Oberflächen- und Sickerwasser in tropfbarer flüssiger Form vorliegt, auf die Abdichtung aber keinen oder nur geringen hydrostatischen Druck ausübt.
Schutzanstriche alleine sind nicht mehr zulässig, es muss immer nach Wassereinwirkungsklasse 1 nichtdrückendes Wasser abgedichtet werden. Dafür gibt es Bitumendickbeschichtungen PMBC, Kunststoffbahnen der K-Wanne, flexible mineralische Dichtschlämme oder eine EPDM-Dichtungsbahn.
Sollten die Wände bereits nass oder durchfeuchtet sein, wird bei einer Sanierung oft ein Aufgraben des Kellers und das Anbringen von horizontalen und/oder vertikalen Abdichtungen notwendig. Zum Schutz gegen aufsteigende Nässe können Bohrungen von innen in die Kellerwand durchgeführt werden (Bohrlochsperre) und dort eine Verkieselung (Kieselsäure oder andere sperrende oder hydrophobierende Wirkstoffe) eingepresst werden. Die Bohrungen haben einen Abstand von etwa 15 bis 20 cm, je nach Mauerwerk auch enger. Diese hilft aber nur bei Bodenfeuchtigkeit, nicht jedoch bei nichtdrückendem oder drückendem Wasser (Lastfall 5 + 6 nach DIN). Diese Sperrung kann auch von der Innenseite in die Kellerwand eingebaut werden.
Ein anderes Verfahren stellt die umstrittene Elektrophysikalische Mauertrockenlegung dar, bei der die Feuchtigkeit durch Anlegen einer Gleich-Spannung verdrängt und auf ein Aufgraben verzichtet wird. Dieses Verfahren ist in der ÖNORM B 3355-2 zertifiziert.
Ein weiteres von mehreren verschiedenen Verfahren zum nachträglichen Einbau einer horizontalen Abdichtung ist die Mauersägetechnik. Als Ergänzung einer Abdichtung dient an der Kellersohle eine Drainage, auf die aber durch Einsatz druckwasserdichter Abdichtungen vollkommen verzichtet werden kann.
Bodenfeuchte und nichtstauendes Sickerwasser nach DIN 18195 Teil 4
Die inzwischen zurückgezogene DIN 18195 Teil 4 Abdichtung gegen Bodenfeuchte und nichtstauendes Sickerwasser befasste sich mit der Abdichtung von Bauteilen mit Bitumenwerkstoffen und Kunststoff-Dichtungsbahnen gegen im Boden vorhandenes kapillar gebundenes Wasser, d. h. Kapillarwasser, Saugwasser und Haftwasser.
Diese Art der Feuchtigkeitsbeanspruchung liegt nur bei stark durchlässigem Verfüllmaterial und Gründungsboden vor. Bei weniger durchlässigen Böden muss zusätzlich eine Drainage nach DIN 4095 vorgesehen werden.
Gegen aufsteigende Feuchtigkeit ist in allen Außen- und Innenwänden mindestens eine Horizontalsperre vorzusehen.
Die Ausführung der Abdichtungen erfolgte nach DIN 18195-3, 18195-8, 18195-9 und 18195-10.
Außenwände
Alle erdberührten Außenwände sind bis 300 mm über Geländeroberkante abzudichten. An Türöffnungen kann alternativ durch den Einbau von Entwässerungsrinnen das Eindringen von Feuchtigkeit verhindert werden.
Oberhalb des Geländes kann die Abdichtung durch wasserabweisende Bauteile ersetzt werden.
Die Abdichtung von Wandflächen muss sich mit waagerechten Abdichtungen unter der Bodenplatte sowie innerhalb von Wänden überschneiden. Abdichtungen mit Deckaufstrichmitteln sind nicht für unterkellerte Gebäude zu verwenden.
Auf einen kraftflüssigen Voranstrich ist nach Trocknung eine erste Deckschicht und nach deren Erkalten unmittelbar eine zweite Deckschicht aufzubringen. Die Schichtdicke aller drei Anstriche muss zusammen mindestens 1,5 mm und im Mittel 2,5 mm betragen. 

Abdichtungen mit kunststoffmodifizierten Bitumendickbeschichtungen werden in zwei Arbeitsgängen aufgebracht. Die Schichtdicke muss zusammengenommen mindestens 3 mm erreichen. 

Abdichtungen mit Bitumenbahnen werden mindestens einlagig mit Klebemasse auf einen kraftschlüssigen Voranstrich aufgebracht. 

Abdichtungen aus kaltselbstklebenden Bitumen-Dichtungsbahnen, Kunststoff- und Elastomer-Dichtungsbahnen werden ebenfalls mindestens einlagig auf einen kraftflüssigen Voranstrich aufgebracht.
PIB-Bahnen werden im Flämmverfahren aufgeklebt. Bitumenunverträgliche Kunststoff-Dichtungsstoffe werden lose eingebaut und mechanisch befestigt. 

Abdichtungen mit Elastomer-Dichtungsbahnen mit Selbstklebeschicht werden auf einen kraftflüssigen Voranstrich geklebt. Überlappungen werden mit Quellschweißmittel oder Warmgas verschweißt.
Abdichtungen mit EPDM (Ethylen-Propylen-Dien-Kautschuke) werden einlagig an die Außenwand geklebt und mithilfe eines Anschlussklebers an den Abschlussbereichen verklebt. Es sind KEINE Spezialwerkzeuge nötig.
Bodenplatte
Unter geringwertigen Räume, die keine Aufenthaltsräume sind, kann anstelle einer Abdichtung eine kapillarbrechende Schüttung von mindestens 150 mm Höhe unter der Bodenplatte ausgeführt werden.
Abdichtungen mit kunststoffmodifizierten Bitumendickbeschichtungen werden in zwei Arbeitsgängen aufgebracht, bis eine Schichtdicke von zusammen mindestens 3 mm erreicht ist. 

Abdichtungen aus Bitumenbahnen können einlagig lose verlegt oder punktweise oder vollflächig mit dem Untergrund verklebt werden. 

Abdichtungen mit kaltklebenden Bitumen-Dichtungsbahnen, Kunststoff- und Elastomer-Dichtungsbahnen sind ebenfalls einlagig herzustellen.
Letztere können lose verlegt oder verklebt werden, wobei die Nähte nach DIN 18195-3 herzustellen sind. 

Abdichtungen mit Elastomer-Dichtungsbahnen mit Selbstklebeschicht sind die Wandflächen mit kraftflüssigem Voranstrich und einer Lage der Elastomer-Dichtungsbahnen mit Selbstklebeschicht zu versehen. Die Überlappungsnaht wird mit Quellschweißmittel oder Warmgas verschweißt. 

Abdichtungen aus Asphaltmastix müssen mindestens eine Schichtdicke von 7 mm, maximal von 15 mm und im Mittel von 10 mm erreichen.
Abdichtungen aus EPDM (Ethylen-Propylen-Dien-Kautschuke) können sowohl unter, als auch über er Bodenplatte verlegt werden. Die großflächige Plane packt die Bodenplatte ähnlich wie ein Geschenk ein und schließt potentielle Verarbeitungsfehler bei beispielsweise Nähten aus.

## Abdichtung bei drückendem Wasser

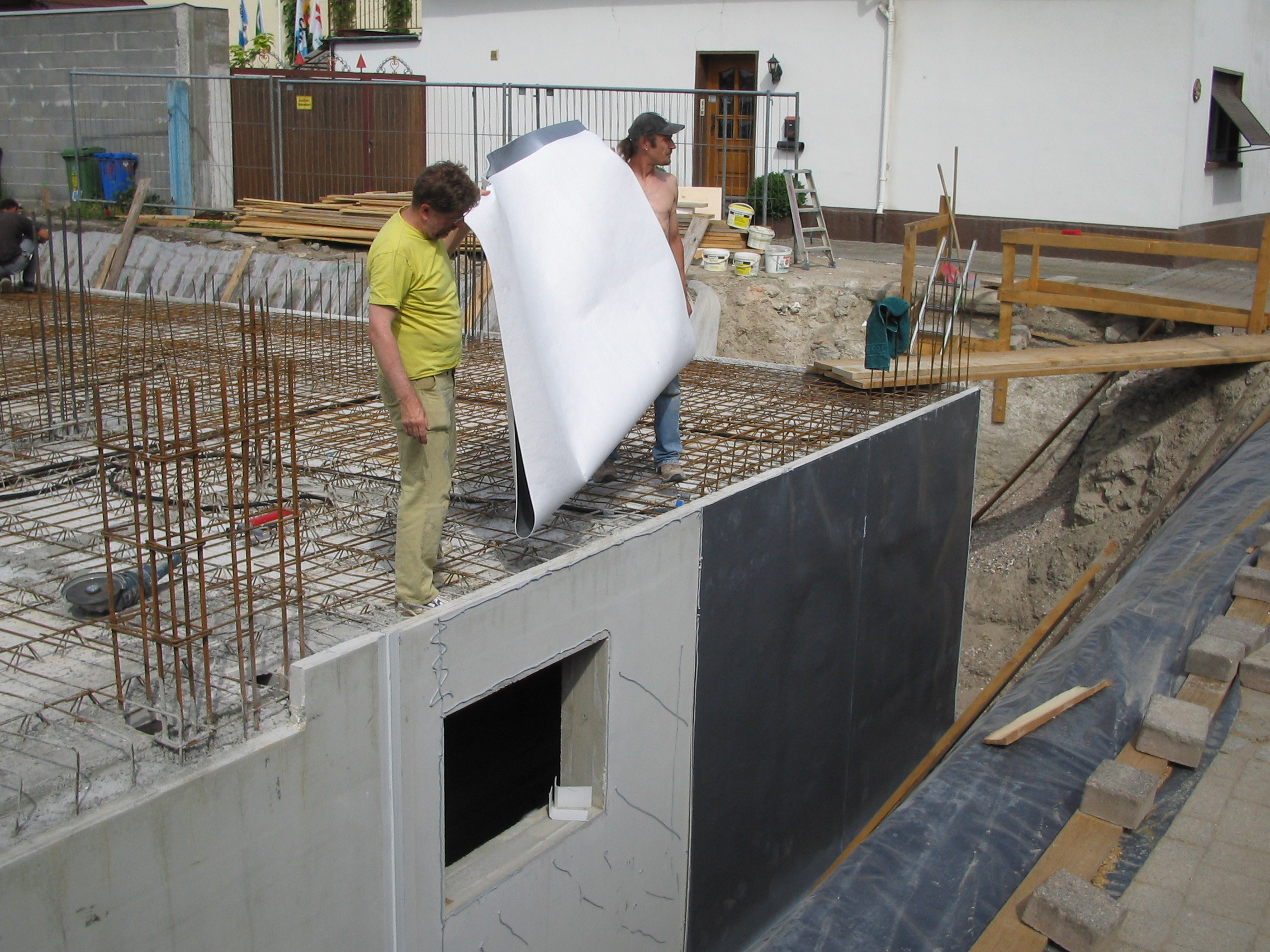
Abdichtungsbahn auf einer Betonwand

Drückendes Wasser übt von außen auf die Abdichtung einen dauerhaften hydrostatischen Druck aus (z. B. Grundwasser, Saugwasser oder Quellwasser). Als Größe des Drucks dient in der Regel die Höhe der Wassersäule.
Eine umlaufend druckwasserdichte Abdichtung ist erforderlich bei:
- aufstauendem Sickerwasser im Erdreich aufgrund
  - undurchlässigen bindigen Bodens und
  - fehlender Drainage oder
  - ablaufenden Hangwassers
- hohem Grundwasser oder Schichtenwasser

Gegen drückendes Wasser werden verschiedene Systeme eingesetzt:
- eine Weiße Wanne (nach WU-Richtlinie geplant und ausgeführt) aus wasserundurchlässigem Beton, entweder
  - vor Ort in Schalung gegossener Ortbeton oder
  - aus Betonfertigteilen zusammengesetzt mit abgedichten Fugen, z. B. durch außenseitig verklebte PVC-Profile[4]
- eine Schwarze Wanne aus Bitumen-Schweißbahnen
- eine Braune Wanne aus Bentonit
- eine K-Wanne aus Kunststoff-/Vlies-Bahnen
- eine Graue Wanne besteht aus vorgefertigten Betonfertigteilen, die nach dem Versetzen mit spezieller Fugenabdichtungen gegeneinander abgedichtet werden
- eine EPDM-Dichtungsbahn die nahtfrei von unterhalb des Bauwerkes, bis an Tür- und Terrassenelement angeschlossen werden kann
  - Abdichtung geschieht außerhalb des Bauwerkes
  - flexibel und robust bei einer Haltbarkeit von mindestens 50 Jahren[5]

Durchdringungen der Dichtungsschicht zur Durchführungen von Erschließungsleitungen werden ausgeführt als:
- in Bohrungen eingebrachte druckwasserdichte Dichtungseinsätze, z. B. mit
  - Ringraumdichtungen oder
  - Mauerkragen (gegebenenfalls mit großflächigen PG ÜBB[4]  Mantel)
- in der Ebene der Flächendichtung sitzender zweiteiliger Flansch z. B. als Los-Festflanschverbindung

## Spezielle Abdichtungen
Eine Pikotage (oder Picotage) ist eine Abdichtung von Bauwerksfugen oder -löchern mit Holzbrettchen, Holzkeilen, -pfropfen und -stopfen, die auch Picot genannt werden, sowie mit schmalen Eisenkeilen; zum Beispiel die wasserdichte Abdichtung der Segment- und Ringzwischenräume von Tübbings in einem Schacht bei Einbau einer englischen Küvelage.
Eine ähnliche Technik ist das Kalfatern, das jedoch zum Abdichten der Planken von hölzernen Schiffsrümpfen mit Werg (Hanffasern) und Holzteer oder Pech dient.

## DIN 18531 – Abdichtung von nicht genutzten und genutzten Dächern gegen Niederschlagswasser
Parallel zur DIN 18531 werden die Flachdachrichtlinie vom Zentralverband des Deutschen Dachdeckerhandwerks (ZDVH) herausgegeben, die teilweise abweichende Ausführungen vorsehen.

## DIN 18532 – Abdichtung von befahrbaren Verkehrsflächen aus Beton
Die DIN 18532 behandelt die Planung, Ausführung und Instandhaltung der Abdichtung von Verkehrsflächen aus Beton mit flüssigen und bahnenförmigen Abdichtungsstoffen, insbesondere Polymerbitumenbahnen, Kunststoff- und Elastomerbahnen oder Gussasphalt.
Die Norm gilt unter anderem für:
- Fußgänger-, Radweg- und Straßenbrücken, für die nicht die Regelungen der Zusätzlichen technischen Vertragsbedingungen und Richtlinien für Ingenieurbauten (ZTV-ING)[8] gelten
- Parkdächer, Parkdecks, Zufahrtsrampen und -spindeln von Parkhäusern
- (Hof-)Kellerdecken und Durchfahrten in Gebäuden[7]

Bodenplatten von Kleingaragen sowie Zugänge zu Parkhäusern oder Fußgängerbrücken können als untergeordnete Verkehrsflächen angesehen werden, die gegebenenfalls auch nach DIN 18534 behandelt werden können, wenn eine Abdichtung vorgesehen ist.

## DIN 18533 – Abdichtung von erdberührten Bauteilen

### Teil 1: Anforderungen, Planungs- und Ausführungsgrundsätze
Die DIN 18533 behandelt die Planung und Ausführung der Abdichtung von erdberührten Bauteilen mit flüssigen und bahnenförmigen Abdichtungsstoffen.
Die DIN 18533 definiert verschiedene Wassereinwirkungsklassen:
- W 1-E – Bodenfeuchte und nichtdrückendes Wasser (in der Regel bei einer Anstauhöhe bis 100 mm)
  - W 1.1-E – … bei Bodenplatten und erdberührten Wänden
  - W 1.2-E – … bei Bodenplatten und erdberührten Wänden mit Dränung
- W 2-E – Drückendes Wasser
  - W 2.1-E – … mit mäßiger Einwirkung, d. h. unter 3 m Wassersäule
  - W 2.2-E – … mit hoher Einwirkung, d. h. Stauwasser, Grundwasser oder Hochwasser mit mehr als 3 m Wassersäule
- W 3-E – Nicht drückendes Wasser auf erdüberschütteten Decken
- W 4-E – Spritzwasser und Bodenfeuchte am Wandsockel sowie Kapillarwasser in und unter Wänden[7]

Die Wassereinwirkungsklasse gegen die abzudichten ist, ist vom Planer festzulegen – i. R. auf Basis eines Bodengutachtens, welches Angaben zum Bemessungswasserstand und der Versickerungsfähigkeit des anstehenden Bodens liefern soll.
Eine Abdichtung nach W 3-E kann nur gewählt werden, wenn die Anstauhöhe höchstens 10 cm beträgt und die Decke mindestens 30 cm oberhalb von Bemessungsgrundwasserstand (HGW) und Bemessungshochwasserstand (HHW) liegt. Sonst ist von drückendem Wasser auszugehen.
In begrünten Innenhöfen liegt oft eine Erdüberdeckung von bis zu einem Meter vor und ein Wasseranstau von 10 cm ist schnell erreicht, wenn keine besonderen Maßnahmen zur Dränung getroffen werden.
Drei Raumnutzungsklassen werden definiert:
- gering  –  offene Werk- oder Lagerhallen, Tiefgaragen
- durchschnittlich  –  Aufenthaltsräume
- hoch  –  Kulturgüter- oder Serverräume

Vier verschiedene Rissklassen werden folgende Rissbreitenänderung und Rissüberbrückungsklassen zugeordnet:
- Rissklasse R 1-E mit einer Rissbreitenänderung von bis zu 0,2 mm erfordert Dichtungsmaterial der Rissüberbrückungsklasse RÜ 1-E
- Rissklasse R 2-E mit einer Rissbreitenänderung von bis zu 0,5 mm erfordert Dichtungsmaterial der Rissüberbrückungsklasse RÜ 2-E
- Rissklasse R 3-E mit einer Rissbreitenänderung von bis zu 1 mm und einem Versatz von 0,5 mm erfordert Dichtungsmaterial der Rissüberbrückungsklasse RÜ 3-E
- Rissklasse R 4-E mit einer Rissbreitenänderung von bis zu 5 mm und einem Versatz von 2 mm erfordert Dichtungsmaterial der Rissüberbrückungsklasse RÜ 4-E[9]

Zum Erreichen der Rissüberbrückungsklasse RÜ 4-E ist beispielsweise eine zweilagige Bitumenabdichtung nach DIN 18533-2, 8.2.1 zu verwenden.

### Teil 2
Zur Abdichtung von erdberührten Wänden und Wandsockeln können beispielsweise folgende Polymerbitumenbahnen verwendet werden:
- bei W 1.1-E und W 1.2-E – V60S4, G200S4, PYE G200S4, PYE PV200S5 – jeweils eine Lage, vollflächig oder teilflächig verklebt, Nähte abgedichtet
- bei W 2.1-E PYE PV200S5 einlagig, G200S4 + PYE PV200S5 – vollflächig verklebt
- bei W 2.2-E – DD Bahn, dreilagig[9]

Zur Abdichtung von erdberührten Bodenplatten können beispielsweise folgende Polymerbitumenbahnen verwendet werden:
- bei W 1.1-E und W 1.2-E – V60S4, G200S4, PYE G200S4, PYE PV200S5 – jeweils eine Lage, lose verlegt oder vollflächig oder teilflächig verklebt, Nähte abgedichtet
- bei W 2.1-E – PYE PV200S5 einlagig, G200S4 + PYE PV200S5 – vollflächig verklebt, Nähte abgedichtet
- bei W 2.2-E – DD Bahn, dreilagig[9]

Zur Abdichtung von erdüberschütteten Deckenflächen gegen nichtdrückendes Wasser können beispielsweise folgende Polymerbitumenbahnen verwendet werden:
- bei W 3-E – G200S4 + PYE PV200S5, 2x PYE PV200S5 – vollflächig oder teilflächig verklebt, Nähte abgedichtet[9]

Die oberste Lage muss immer eine Polymerbitumenbahn sein. Als untere Lage kann eine kaltselbstklebende Polymerbitumenbahn dienen, wenn als obere Lage eine Polymerbitumen-Schweißbahn gewählt wird. Beträgt das Gefälle weniger als 2 % müssen wenigstens 2 Lagen Polymerbitumenbahnen verwendet werden.
Alternativ kann wie nach der zuvor gültigen DIN 18195 eine Betondecke mit griffiger Oberfläche einen Polymerbitumen-Voranstrich und eine Abdichtungslage PYE PV 200 DD erhalten, die in Polymerbitumen eingegossen wird. Sollte eine Dachbegrünung vorgesehen sein, kann eine Schweißbahn WS PYE PV 200 S 5 als Durchwurzelungsschutz ausgelegt werden. Zum Schutz der Dichtbahnen können XPS-Dämmplatten oder 6 mm starke Bautenschutzmatten, Drainmatten oder Drainplatten verlegt werden. Die Entwässerung wird nach DIN 1986-100 ausgeführt.
Zur Abdichtung gegen Spritzwasser und Bodenfeuchte am Wandsockel sowie Kapillarwasser in und unter Wänden können beispielsweise folgende Polymerbitumenbahnen verwendet werden:
- bei W 4-E – G200DD, PYE PV200DD, MSB, R500Sand, (ohne Querdruck evtl. auch PYE KTG KSP 2,8) – Die Überdeckung der Bahnen muss 20 cm betragen. Unebenheiten in der Wand sind zuvor auszugleichen.[9]

Eine EPDM-Dichtungsbahn ist für alle Wassereinwirkungsklassen zugelassen, lediglich die Dicke der Dichtungsbahn unterscheidet sich (1,2 mm bis 1,5 mm).

### Anschlüsse an andere Bauteile
Die DIN 18533 fordert unter anderem,
- dass Innenkanten beim Zusammentreffen von horizontalen zu vertikalen Flächen als Hohlkehle mit einer Breite von wenigstens 4 cm ausgeführt werden, beispielsweise durch Vermörtelung oder Verwendung von Eckkeilen
- dass Abdichtungen von horizontalen Flächen am Übergang zu Wänden wenigstens 15 cm über die (zukünftige) Oberfläche der fertiggestellten Nutzschicht hochgeführt werden
- dass die Anschlussränder von Abdichtungsbahnen durch Klemmschienen, Klemmprofile oder bei zweischaligem Mauerwerk durch das Anpressen an die hintere Mauerwerksschale gegen das Abrutschen zu sichern sind. Eine ausreichende Anpressung wird beispielsweise durch eine biegesteife Schiene mit einem Querschnitt von wenigstens 45 mm × 5 mm erreicht, die durch dauerhaft korrosionsbeständige Schrauben in einem Abstand von 150 bis 200 mm befestigt ist.
- dass die Anschlusskanten von Abdichtungsbahnen vor dem Hinterlaufen durch Regen, Spritzwasser u. ä. durch Überdeckung, Überhangstreifen, Blechprofile oder eine oberhalb von Klemmschiene oder -profil angebrachte Dichtstofffase mit einem Querschnitt von wenigstens 10 × 6 mm zu schützen sind.[9] Dies wird als Verwahrung bezeichnet.[11]

Im Gegensatz zur DIN 18531 regelt die DIN 18533 in Teil 1, Abschnitt 9.3, niveaugleiche Anschlüsse (Höhensprung von max. 20 mm) an Bauwerksöffnungen wie Eingangs- und Terrassentüren.
Die Abdichtung wird gegen das Hinterlaufen durch Wasser durch Klemmprofile mit Los- und Festflansch zum Ausgleich von Bewegungen gesichert. Die Abdichtung muss dabei durchgehend angepresst und vor Beschädigung geschützt werden. Ein Vordach oder Fassadenrücksprung schützt die Öffnung von Regen und Spritzwasser. Vor anstauendem Wasser ist die Öffnung durch ein entsprechendes Gefälle oder eine Entwässerungsrinne mit Gitterrost zu schützen.

## DIN 18534 – Innenräume/Bäder
Die DIN 18534 definiert vier verschiedene Wassereinwirkungsklassen:
- W0-I  –  gering  –  Flächen mit gelegentlicher Einwirkung von Spritzwasser (z. B. um Waschbecken herum)
- W1-I  –  mäßig  –  Flächen mit gelegentlicher Einwirkung von Brauchwasser, ohne anstauendes Wasser (z. B. Wände von Badewannen und Duschen)
- W2-I  –  hoch  –  Flächen mit häufiger Einwirkung von Brauchwasser, zeitweise auch mit anstauendem Wasser (z. B. Boden von Duschen)
- W3-I  –  sehr hoch  –  Flächen mit sehr häufiger oder lang anhaltender Einwirkung aus Spritz- oder Brauchwasser oder Wasser mit Reinigungsmitteln durch anstauendes Wasser (z. B. Schwimmbecken, gewerbliche Sanitäranlagen und Duschen)

## Normen
- DIN 18195 – Bauwerksabdichtung (bestand bis 2017 aus zehn Teilen und einem Beiblatt); definiert seit 2017 nur noch die Begriffe für die Abdichtungsreihe DIN 18531 bis DIN 18535
- DIN 18531 – Abdichtung von nicht genutzten und genutzten Dächern gegen Niederschlagswasser
- DIN 18532: Befahrene Flächen aus Beton
- DIN 18533 – Abdichtung von erdberührten Bauteilen; z. B. nicht befahrene, erdüberschüttete Decken, auch mit intensiver Begrünung und
- DIN 18534: Abdichtung in Innenräumen
- DIN 18535: Abdichtung von Behältern und Becken

- DIN 18336 – VOB Vergabe- und Vertragsordnung für Bauleistungen – Teil C: Allgemeine Technische Vertragsbedingungen für Bauleistungen (ATV) – Abdichtungsarbeiten
- EN 13967 – Abdichtungsbahnen – Kunststoff- und Elastomerbahnen für die Bauwerksabdichtung gegen Bodenfeuchte und Wasser – Definitionen und Eigenschaften